# تانفيلد، مقاطعة دورهام
 تانفيلد  هي قرية وأبرشية مدنية سابقة، وهي الآن في أبرشية ستانلي، في منطقة مقاطعة دورهام، في مقاطعة دورهام الاحتفالية، إنجلترا. وهي قريبة من ستانلي، وموقع سكة حديد تانفيلد، وقوس كوزي ومدرسة تانفيلد. كانت القرية في السابق قرية تعدين.

## التاريخ
تم تسجيل القرية لأول مرة في عام 1179 باسم تامفيلد، ويُعتقد أنها كلمة إنجليزية قديمة تعني "حقل بجوار فريق النهر"، ولكن تم ذكرها في رواية جون هيكسهام عن الغزو الاسكتلندي عام 1138. تعود كنيسة القرية إلى القرن العاشر.
أبرشية مدنية
كانت تانفيلد في السابق كنيسة صغيرة، ومنذ عام 1866 أصبحت تانفيلد أبرشية مدنية بحد ذاتها، وفي 1 أبريل 1937 تم إلغاء الأبرشية ودمجها مع ستانلي وكونسيت ولاميسلي. في عام 1931 بلغ عدد سكان الأبرشية 9236 نسمة.  In 1931 the parish had a population of 9236.

## الاقتصاد

### مناجم الفحم
- منجم تانفيلد ليا، تانفيلد ليا. أُغلق في 25 أغسطس 1962.

- منجم تانفيلد مور، تانتوبيا. افتتح قبل عام 1828. أُغلق في أكتوبر 1948.

- منجم إيست تانفيلد، تانتوبيا. افتتح عام 1844. وأغلق في يناير 1965.

تتمتع القرية بأعلى معدل للأشخاص الذين تتراوح أعمارهم بين 16 و74 عامًا ولم يعملوا أبدًا، حيث يبلغ الرقم 33.33 بالمائة، في إنجلترا وويلز بالكامل.

## المواقع الدينية
يعود تاريخ كنيسة قرية القديسة مارغريت أنطاكية إلى عام 900 بعد الميلاد، ولقد تم بناء المبنى الحالي في القرن الثامن عشر.

## المشاهير
كانت تانفيلد موطنًا لتومي أرمسترونج (1848-1919)، "شاعر الحفرة"، الذي يوجد قبره في مقبرة القرية.